# Clase Almirante Grigorovich
Las fragatas del Proyecto 11356M Burevéstnik ( codificación OTAN -  Krivak V ), son una serie de fragatas multipropósito para la patrulla de la zona del mar lejano, construidas para la Armada de Rusia, sobre la base de la Clase Talwar del Proyecto 11356, construidas por Rusia para la Marina de la India como desarrollo de las fragatas soviéticas de la Clase Krivak.

## Proyecto
El proyecto de la nave de patrulla fue desarrollado por Northern Design Bureau basado en las fragatas Clase Talwar del proyecto 1135.6, para el suministro en la composición de la Flota del Mar Negro de la Armada de Rusia, debido a la demora en el desarrollo de las fragatas Clase Almirante Gorshkov del proyecto 22350.

## Lista de navíos
| # | Nombre                | N.º | Inicio     | Botado     | Servicio      | Flota   | Estatus           |
| - | --------------------- | --- | ---------- | ---------- | ------------- | ------- | ----------------- |
| 1 | Almirante Grigoróvich | 745 | 18.12.2010 | 14.03.2014 | 11.03.2016    | M.NEGRO | En servicio       |
| 2 | Almirante Essen       | 751 | 08.07.2011 | 07.11.2014 | 07.06.2016    | M.NEGRO | En servicio       |
| 3 | Almirante Makárov     | 799 | 29.02.2012 | 02.09.2015 | 27.12.2017    | M.NEGRO | En servicio       |
| 4 | Almirante Butakov     |     | 12.07.2013 | 02.03.2016 | Prev. 12.2023 | India   | Reanudado en 2019 |
| 5 | Almirante Istomin     |     | 15.11.2013 | 14.11.2017 | Prev. 12.2023 | India   | Reanudado en 2019 |
| 6 | Almirante Kornílov    |     | ??.12.2013 | ??.11.2017 | Prev. 12.2024 | India   | Astillero de Goa  |